# Blekklöver
Blekklöver (Trifolium ochroleucon) är en ärtväxtart som beskrevs av William Hudson. Enligt Catalogue of Life ingår Blekklöver i släktet klövrar och familjen ärtväxter, men enligt Dyntaxa är tillhörigheten istället släktet klövrar och familjen ärtväxter. Arten förekommer tillfälligt i Sverige, men reproducerar sig inte. Utöver nominatformen finns också underarten T. o. ochroleucon.
Kronbladen är gräddgula.

## Bildgalleri

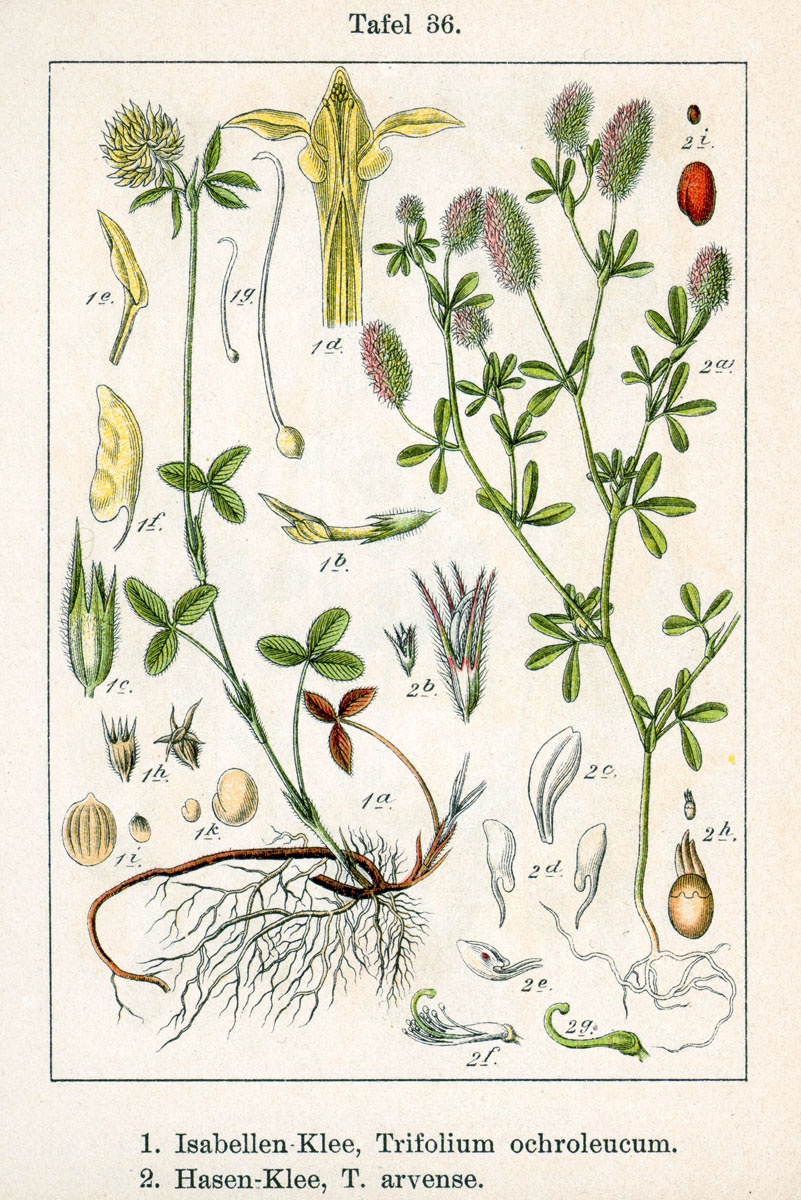
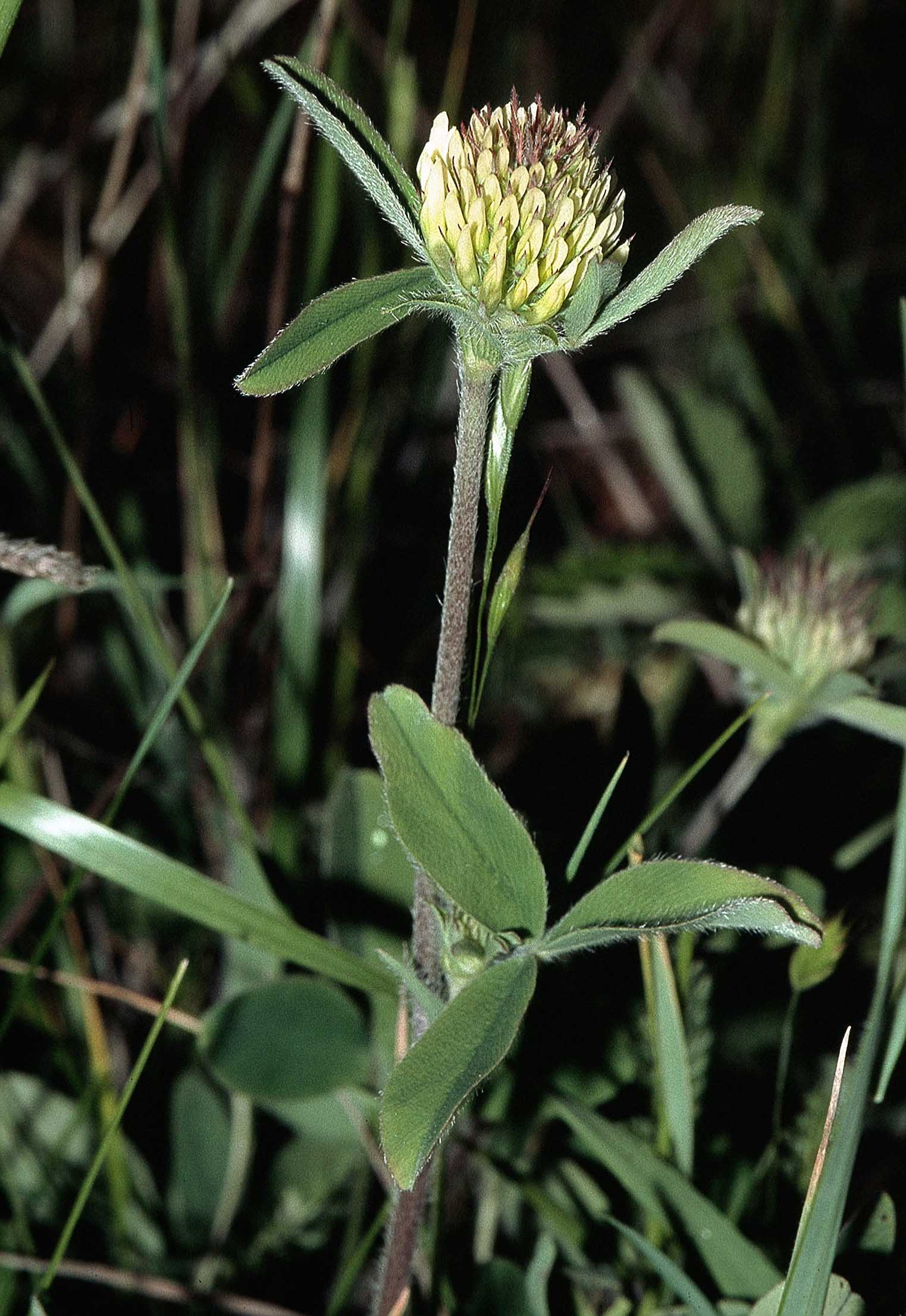
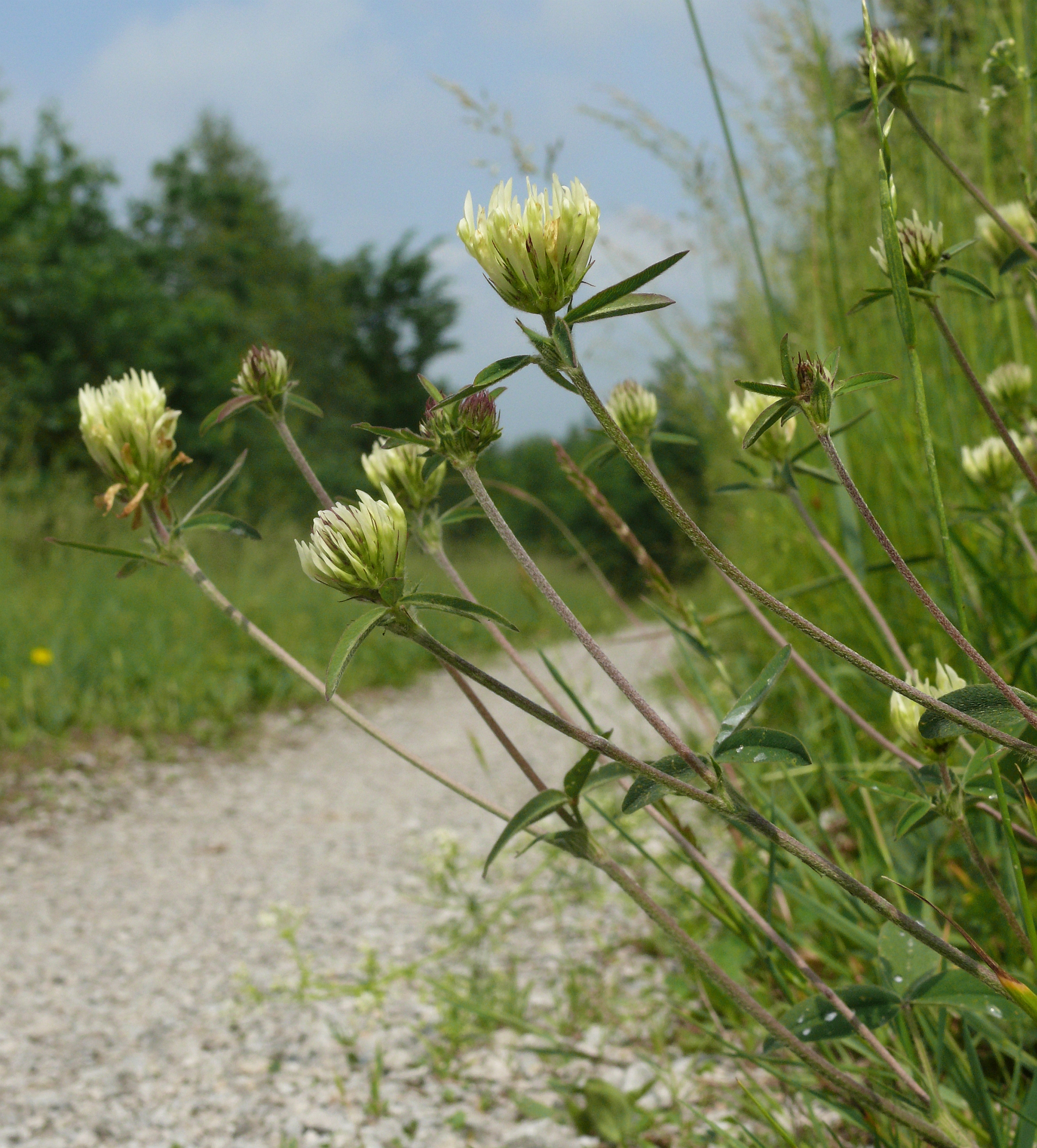
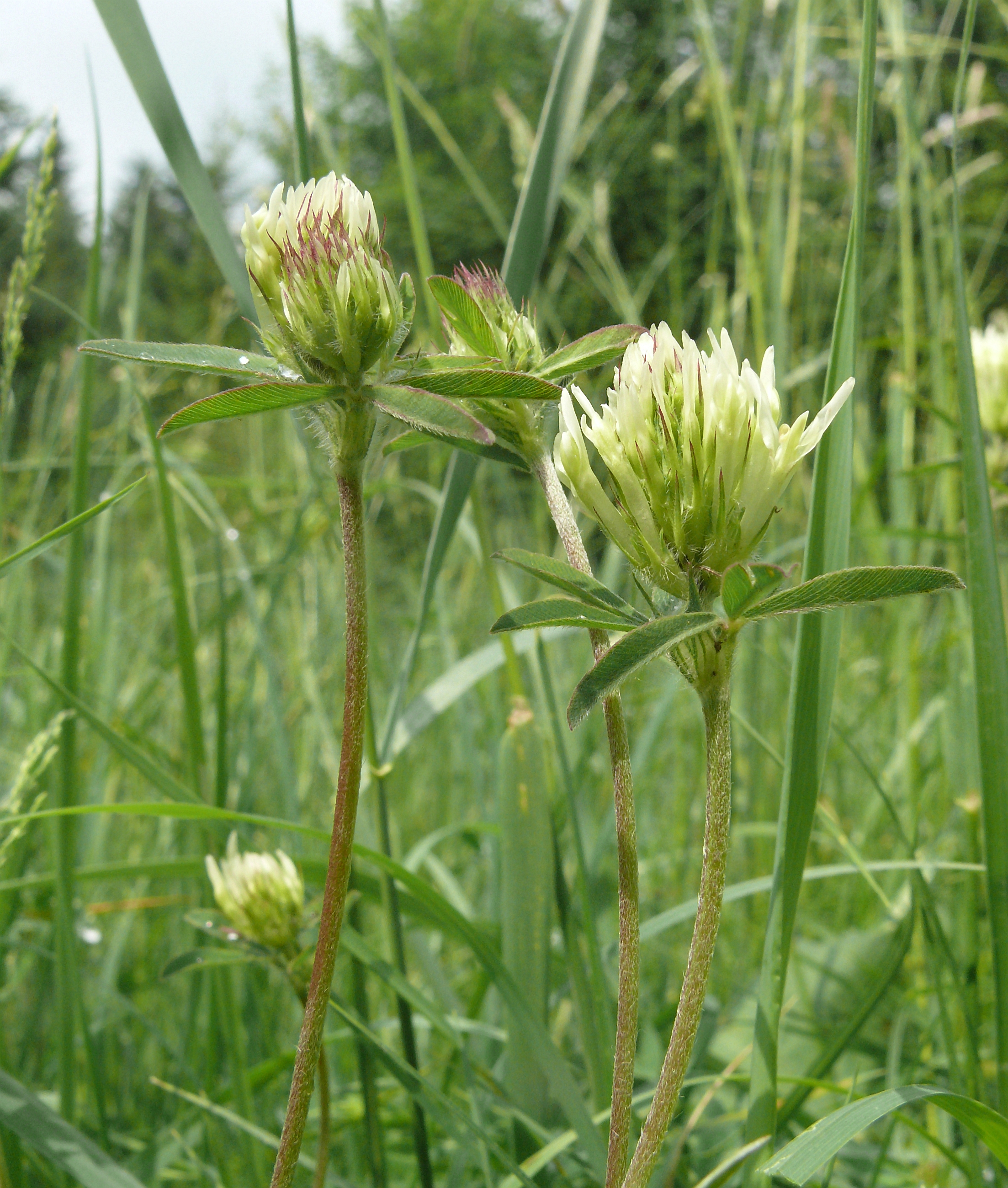